# Tritonoharpa
Tritonoharpa là một chi ốc biển, là động vật thân mềm chân bụng sống ở biển trong họ Cancellariidae.

## Các loài
Các loài trong chi Tritonoharpa gồm có:
- Tritonoharpa angasi (Brazier, 1877)[2]
- Tritonoharpa ansonae Beu & Maxwell, 1987[3]
- Tritonoharpa antiquata (Hinds in Reeve, 1844)[4]
- Tritonoharpa aphrogenia (Pilsbry & Lowe, 1932)[5]
- Tritonoharpa basilaevis Beu & Maxwell, 1987[6]
- Tritonoharpa bayeri (Petuch, 1987)[7]
- Tritonoharpa beui Verhecken, 1997[8]
- Tritonoharpa boucheti Beu & Maxwell, 1987[9]
- Tritonoharpa brunnea Beu & Maxwell, 1987[10]
- Tritonoharpa coxi (Brazier, 1872)[11]
- Tritonoharpa cubapatriae (Sarasúa, 1975)[12]
- Tritonoharpa cubapatrie (Sarasúa, 1975)[13]
- Tritonoharpa indoceana Beu & Maxwell, 1987[14]
- Tritonoharpa lanceolata (Menke, 1828)[15]
- Tritonoharpa leali Harasewych, Petit & Verhecken, 1992[16]
- Tritonoharpa panamensis (M. Smith, 1947)[17]
- Tritonoharpa ponderi Beu & Maxwell, 1987[18]
- Tritonoharpa pseudangasi Beu & Maxwell, 1987[19]
- Tritonoharpa siphonata (Reeve, 1844)[20]
- Tritonoharpa vexillata Dall, 1908[21]
- Tritonoharpa westralia Beu & Maxwell, 1987[22]